# Mertak
Mertak is een bestuurslaag in het regentschap Centraal-Lombok van de provincie West-Nusa Tenggara, Indonesië. Mertak telt 7428 inwoners (volkstelling 2010).